# Livendula amasis
Livendula amasis is een vlindersoort uit de familie van de prachtvlinders (Riodinidae), onderfamilie Riodininae.
Livendula amasis werd in 1870 beschreven door Hewitson.